# Rossini's Rape
| Críticas profissionais | Críticas profissionais |
| Avaliações da crítica  | Avaliações da crítica  |
| Fonte                  | Avaliação              |
| ---------------------- | ---------------------- |
| Allmusic               | [ 1 ]                  |

Rossini's Rape é o quarto EP da premiada guitarrista virtuose inglesa The Great Kat. O álbum contém 4 faixas curtíssimas, e foi lançado no ano 2000.

## Faixas
Todas as faixas foram compostas pela The Great Kat.
| N.º            | Título                                                       | Duração |  |
| 1.             | "Rossini's - William Tell Overture - For Symphony Orchestra" | 1:54    |  |
| 2.             | "Sodomize"                                                   | 1:42    |  |
| 3.             | "Castration"                                                 | 1:13    |  |
| 4.             | "Bazzini's - The Round Of The Goblins - For Violin, Piano"   | 1:35    |  |
| Duração total: | Duração total:                                               | 6:23    |  |